# Peltastes bahiensis
Peltastes bahiensis är en oleanderväxtart som beskrevs av Markgr.. Peltastes bahiensis ingår i släktet Peltastes och familjen oleanderväxter. Inga underarter finns listade i Catalogue of Life.